# Горкушка
Горкушка — река в России, протекает в Прикубанском районе Карачаево-Черкесской республики и Андроповском и Минераловодском районах Ставропольского края. Длина реки составляет 36 км, площадь водосборного бассейна 235 км².
Начинается в балке Развилка к востоку от посёлка Ударного. Течёт в общем восточном направлении по равнинной местности. Устье реки находится в 29 км по правому берегу реки Суркуль напротив Ульяновки.
Основной приток — ручей в балке Суворовской. Также на реке имеется водохранилище Горкушка, а в левобережье — система мелиорационных каналов.

## Данные водного реестра
По данным государственного водного реестра России относится к Западно-Каспийскому бассейновому округу, водохозяйственный участок реки — Кума от истока до впадения реки Подкумок. Речной бассейн реки — Бессточные районы междуречья Терека, Дона и Волги.
Код объекта в государственном водном реестре — 07010000312108200001693.